# Аргиры
Арги́ры (греч. Αργυρός) — выдающаяся аристократическая семья Ромейской империи, действовала с середины IX века до самого конца государства в XV веке, хотя и прошла свой политический пик после середины XI века.
Родовая фамилия — Арги́рос (греч. Ἀργυρός, образованный от ἄργυρος, с греч. — «серебро»); латинизированный вариант Argyrus и женский вариант Argyre (Ἀργυρή). Также использовались другие фамильные формы: Аргиро́пуло (Ἀργυρόπουλος) и женская Аргирополѝна (Αργυροπουλίνα).
Род Аргиров (Argyroi), вероятно, возник в феме Харсиан (Charsianon) в центральной Анатолии, где они имели большие поместья. Следовательно, они принадлежали к анатолийской земельной военной аристократии («динатои»). Аргиры являлись одной из самых ранних и почти архетипической семьёй, которая появилась на политической арене вместе со знатным семейством Дук. Впервые дом был надежно засвидетельствован в середине IX века. На основании ономастики семьи было высказано предположение, что Аргиры берут свое происхождение от некоего патрикия Мариана (Marianos) и его сына Евстафия, который был захвачен Омейядами в 740/41 году и казнён после отказа принять ислам.
Первый достоверно известный родоначальникк дома Аргиров — Лев Аргир (греч. Λέων Ἀργυρός) был византийским аристократом и военачальником, действовавшим в IX веке. Лев Аргир был родом из области Харсиан и служил турмархом при императоре Михаиле III (правил в 842—867), последнем представителе Аморейской династии. Лев участвовал в погроме 843 года против павликиан и отличился в пограничных войнах против арабов и их союзниках павликиан. Лев Аргир также основал монастырь Святой Елизаветы в своём родном Харсиане, где он, вероятно, был похоронен. У него был по крайней мере один сын — военачальник Евстафий Аргир.
Начиная с основателя семьи Льва Аргира, большинство первых её членов были военными — такими, как Евстафий Аргир и его сыновья Лев и доместик схол Поф (Pothos) или стратиг острова Самос Василий Аргир в XI веке. Брат этого Василия — единственный из Аргиров, который в период расцвета семьи стал гражданским чиновником, — был возведён на императорский трон как Роман III Аргир (1028—34).
Алексей I Комнин был помолвлен с представительницей дома Аргиров, но она умерла до свадьбы. При Комнинах (1081—1085) семья упала в статусе, и более поздние Аргиры (или Аргиропулы) были главным образом землевладельцами или интеллектуалами, среди них: математик и астроном Исаак Аргир (между 1300 и 1310 — около 1375) и гуманист Иоанн Аргиропул (1415—1487).